# Moimay
Moimay település Franciaországban, Haute-Saône megyében. Lakosainak száma 238 fő (2022. január 1.). Moimay Oppenans, Autrey-le-Vay, Borey, Marast és Villersexel községekkel határos.

## Népesség
A település népességének változása:
| Lakosok száma | 225  | 234  | 238  | 236  | 235  | 235  | 234  | 236  | 238  |
|               | 2013 | 2015 | 2016 | 2017 | 2018 | 2019 | 2020 | 2021 | 2022 |